# Artemio Franchi
Artemio Franchi (Firenze, 8 gennaio 1922 – Siena, 12 agosto 1983) è stato un dirigente sportivo italiano che ha diretto ai massimi livelli il calcio nazionale e internazionale.

## Biografia

### Anni giovanili

Da destra: Franchi, dirigente della, i fratelli Gianni e Umberto Agnelli e il presidente viola Enrico Befani in tribuna d'onore al Comunale di Firenze, 23 ottobre 1960

Nato da genitori senesi arrivati da appena due mesi a Firenze. "Senese iure sanguinis o fiorentino iure soli?". Questa contesa sul suo luogo di origine lo divertì sempre molto. Frequentò le scuole dell'obbligo e il liceo classico a Firenze, per poi iscriversi alla facoltà di Economia e commercio, diventando uno degli allievi prediletti del professor Vedovato, esperto di diritto internazionale. Nel 1943 fu chiamato alle armi e destinato al Sud Italia. Fece ritorno a Firenze nell'ottobre del 1944.
Una stagione di disagi e di incertezze, nel corso della quale riprese i suoi studi e cominciò a lavorare presso una azienda di autotrasporti.
In quel tempo seguì il primo corso arbitri indetto dal Gruppo Arbitri Poderini di Firenze (oggi Sezione “Giacinto Zoli”), primo contatto ufficiale col mondo dello sport. Nel 1948 si laurea, col massimo dei voti, in diritto internazionale e l'anno successivo si sposa in Duomo, matrimonio celebrato da Don Bensi, con Alda Pianigiani.

### La vita professionale
Si inserì quasi per gioco nella distribuzione dei prodotti combustibili, e nel 1954 fondò con altri soci la ditta petrolifera "Angelo Bruzzi", assumendone le funzioni di amministratore delegato. Rimase sempre molto legato alla città di Siena ed alla vita contradaiola: dal 1971 fino alla sua morte fu Capitano della Contrada della Torre.

### Carriera di dirigente sportivo

Bobby Moncur riceve da Franchi (a destra), presidente di FIGC e UEFA, la Coppa Anglo-Italiana 1973

Carlo Antonini rilevò la società della Fiorentina da Ardelio Allori nel 1948, affidando l'anno successivo la segreteria della società ad Artemio Franchi, che rimase in carica fino al 1951. Grazie alle sue capacità economiche ed alla consulenza di Luigi Ferrero, portò a Firenze calciatori che vinsero nel 1955-1956 il campionato italiano di Serie A, come Ardico Magnini, Sergio Cervato, Giuseppe Chiappella e Francesco Rosetta.
Massone, dopo esser stato dirigente sportivo presso la Fiorentina (dopo la vittoria nell'edizione inaugurale della Coppa delle Coppe, giocata a carattere non ufficiale; la manifestazione verrà riconosciuta e organizzata dall'UEFA a partire dall'edizione successiva su iniziativa dell'allora dirigente viola Artemio Franchi), ricoprì una prima volta l'incarico di Presidente della FIGC dal 1967 al 1976, succedendo a Giuseppe Pasquale e dopo essere stato Commissario Straordinario della Lega Nazionale Professionisti: sotto la sua gestione per la prima volta l'Italia, guidata dal CT Ferruccio Valcareggi, tornò a vincere nelle competizioni internazionali dopo trent'anni, conquistando il Campionato europeo di calcio 1968 e arrivando seconda al Campionato mondiale di calcio 1970.

Franchi (al centro) presidente della LND, alla premiazione della Coppa Italia Dilettanti 1976-1977

Il 15 marzo 1973 Franchi fu eletto presidente dell'UEFA, e nel 1974 Vicepresidente della FIFA, ragion per cui lasciò nel 1976 l'incarico in FIGC a Franco Carraro; dovette poi assumere nuovamente la presidenza della Federcalcio italiana due anni dopo, quando lo stesso Carraro fu nominato Presidente del CONI. Mantenne invece fino alla morte i propri incarichi presso FIFA e UEFA: fu Presidente del Comitato d'organizzazione del Campionato d'Europa; Vice Presidente della Federazione Calcistica Internazionale; Presidente della Commissione di Finanza della FIFA e Presidente della Commissione Arbitri; sempre presente nel Comitato Organizzatore dei Campionati mondiali.
Dal suo amore per il calcio nacque il Centro Tecnico di Coverciano, la più efficace ed integrata realizzazione di una base scientifica e di un lucido supporto organizzativo al servizio dello sport.
Figura nella lista degli appartenenti alla P2.

### La morte
Il 12 agosto 1983, mentre si stava recando a Siena alla guida di una Fiat Argenta per andare a stringere accordi per la partecipazione di un fantino al Palio dell'Assunta, Franchi fu vittima di un incidente stradale che gli costò la vita. Fra Taverne d'Arbia ed Asciano, sulla strada Lauretana antica, la sua auto sbandò in curva sull'asfalto bagnato, schiantandosi contro un camion. Nel luogo dell'incidente è stata eretta una stele dorata, che si può vedere all'esterno di una curva poco prima del podere Mezzavia, percorrendo da Siena la Lauretana antica verso Asciano.
È sepolto a Firenze, nel cimitero di Soffiano.

## Intitolazioni
- Nel 1991 lo stadio comunale di Firenze è stato intitolato al suo nome[8].
- Ad Artemio Franchi è stato intitolato anche lo stadio di Siena.

## Riconoscimenti
Nel 2011 gli viene assegnato un Riconoscimento alla memoria nella Hall of fame del calcio italiano.

## Controversie
Franchi, tesserato nella loggia P2 col numero 402, fu coinvolto in un'inchiesta sul calcio europeo del giornalista inglese Brian Glanville nel 1975. Franchi fu accusato di aiutare il general manager Italo Allodi e il faccendiere ungherese Dezső Solti a corrompere gli arbitri internazionali per favorire squadre italiane, inclusa la rappresentativa nazionale, durante gli anni sessanta e settanta. Le imputazioni non ebbero alcun riscontro in sede giudiziaria.
In una intervista del 14 giugno 2016 sul quotidiano argentino La Nación l'ex Presidente della FIFA Joseph Blatter accusò l'ex Presidente della UEFA Franchi di aver truccato nel passato alcuni sorteggi di tornei per club con lo stratagemma delle palline fredde, riscaldate o segnate appositamente per farle riconoscere.

## La Fondazione Artemio Franchi
Dopo la sua morte è nata a Firenze una Fondazione a lui dedicata, la Fondazione Artemio Franchi, che si propone il fine di mettere in risalto la molteplicità degli interessi spirituali che fu la costante ispiratrice dell'attività del grande sportivo scomparso, al quale lega il ricordo e gli scopi istituzionali; l'opera della Fondazione, dunque, più che ad un riconoscimento dei meriti acquisiti nei vari settori ai quali di volta in volta dedica la propria attenzione, è rivolta allo studio ed alla promozione dell'ambito culturale, artistico, scientifico del grande fenomeno sportivo mondiale.
La Fondazione ha sede presso il Centro Tecnico Federale di Coverciano. Il Presidente è il figlio di Artemio, Francesco Franchi, uno dei più alti dirigenti della pallavolo mondiale e membro dell'Esecutivo della Federazione Internazionale Volleyball. Nel Comitato di Fondazione, oltre alla Lega Pro, al Comune di Firenze, alla Provincia di Firenze, al Lions Club Firenze ed al Panathlon di Firenze, figurano i più importanti uomini del mondo sportivo italiano; segretario generale della Fondazione è Franco Torrini.

## Memorial Artemio Franchi
Il Memorial dedicato ad Artemio Franchi si è disputato nel 2008 e nel 2009 tra l'ACF Fiorentina e un grande club europeo allo stadio dedicato a Franchi a Firenze.
La prima edizione ha avuto luogo nel 2008 con il Barcellona che ha battuto 3-1 i viola mentre la seconda edizione vide l'affermazione del PSG sulla squadra viola.